# Pista de l'Obac (Erinyà)
La Pista de l'Obac és una pista rural transitable del terme municipal de Conca de Dalt, en territori del poble d'Erinyà, a l'antic terme de Toralla i Serradell, al Pallars Jussà.
Arrenca de la Pista de Serradell a migdia de la partida de Pujols, des d'on s'adreça a lo Planell, que travessa pels costats nord i oest; sempre en direcció sud-oest, el camí passa pel nord-oest del Riu d'Aparici, baixa cap als Baells, on travessa el riu de Serradell i canvia de direcció. Ara cap al sud-est, i poc després decididament cap a llevant, arriba a l'Obac d'Erinyà, que recorre a mitjana altura. Així, arriba a l'ermita de Santa Maria de l'Obac en quasi dos quilòmetres. Poc abans d'arribar-hi, troba l'arrencada, cap al nord-est, del Camí de l'Obac.